# Iroquois Point
Iroquois Point es un lugar designado por el censo ubicado en el condado de Hawái en el estado estadounidense de Hawái. En el año 2020 tenía una población de 4.549 habitantes y una densidad poblacional de 1.770,3 personas por km².

## Geografía
Iroquois Point se encuentra ubicado en las coordenadas 21°19′46″N 157°58′51″O / 21.32944, -157.98083. Según la Oficina del Censo, la localidad tiene un área total de 1,7 km² (0,7 mi²), de la cual 1,4 km² (0,5 mi²) es tierra y 0,3 km² (0,1 mi²) (15.62%) es agua.

## Demografía
Según la Oficina del Censo en 2020 los ingresos medios por hogar en la localidad eran de $44.200, y los ingresos medios por familia eran $44.200. Los hombres tenían unos ingresos medios de $33.590 frente a los $26.458 para las mujeres. La renta per cápita para la localidad era de $13.257. Alrededor del 2.5% de las familias y del 1.8% de la población estaban por debajo del umbral de pobreza.